# 안타스포츠

안타스포츠(Anta Sports Products Limited, 중국어: 安踏体育用品有限公司)는 중국 진장시에 본사를 둔 중국 스포츠 장비 다국적 기업이다. 매출 기준으로 세계 최대의 스포츠 장비 회사이자 나이키와 아디다스에 이어 전체 스포츠 용품 제조업체 중 세 번째로 큰 스포츠 장비 회사이다.
1994년에 설립된 이 회사는 자체 브랜드 이름으로 스포츠웨어, 신발, 의류 및 액세서리를 포함한 제품을 디자인, 개발, 제조 및 마케팅하는 사업을 운영하고 있다. 주요 자회사는 핀란드 스포츠 소매업체인 에이머 스포츠이며, 자체적으로 Arc'teryx, Salomon, Wilson 등 25개 의류 브랜드를 관리하고 있다. 홍콩 증권거래소에 상장된 안타스포츠는 항셍지수의 일부이다. 안타스포츠는 국제 올림픽 위원회의 공식 공급업체이다.